# Charles Gaslonde
Charles Pierre Gaslonde est un homme politique français né le 13 mars 1812 à Avranches (Manche) et mort le 14 août 1886 à Bricquebec (Manche).

## Biographie
Docteur en droit, avocat, il est professeur de droit français à la faculté de Dijon en 1841. Il est maitre des requêtes puis conseiller d’État sous le second Empire. Il est député de la Manche de 1848 à 1851 puis de 1871 à 1881, il siège au centre droit, chez les monarchistes orléanistes. Il est conseiller général du canton de Lessay en 1871. 